# Гюнгер Езтюрк
Гюнгер Езтюрк (тур. Güngör Öztürk, нар. 24 грудня 1977, Стамбул) — турецький футболіст, що грав на позиції захисника. По завершенні ігрової кар'єри — тренер.
Виступав, зокрема, за клуби «Трабзонспор» та «Манісаспор», а також молодіжну збірну Туреччини.

## Клубна кар'єра
Народився 24 грудня 1977 року в місті Стамбул. Вихованець футбольної школи клубу «Газіосманпашаспор». Дорослу футбольну кар'єру розпочав 1994 року в основній команді того ж клубу, в якій провів чотири сезони, взявши участь у 78 матчах чемпіонату. 
Протягом 1998—2000 років захищав кольори клубу «Самсунспор».
Своєю грою за останню команду привернув увагу представників тренерського штабу клубу «Трабзонспор», до складу якого приєднався 2000 року. Відіграв за команду з Трабзона наступні два сезони своєї ігрової кар'єри.
Протягом 2002—2004 років захищав кольори клубу «Аданаспор».
У 2004 році уклав контракт з клубом «Манісаспор», у складі якого провів наступний рік своєї кар'єри гравця. 
Згодом з 2005 по 2011 рік грав у складі команд «Істанбул ББ», «Шекерспор», «Газіантеп ББ» та «Пендікспор».
Завершив ігрову кар'єру у команді «Тепеджік Беледієспор», за яку виступав протягом 2012 року.

## Виступи за збірні
У 1992 році дебютував у складі юнацької збірної Туреччини (U-15), загалом на юнацькому рівні взяв участь у 13 іграх.
Протягом 1997–2000 років залучався до складу молодіжної збірної Туреччини. На молодіжному рівні зіграв у 23 офіційних матчах, забив 2 голи.

## Кар'єра тренера
Розпочав тренерську кар'єру невдовзі по завершенні кар'єри гравця, 2015 року, увійшовши до тренерського штабу клубу «Касимпаша».
Протягом тренерської кар'єри також очолював команду «Байрампаза», а також входив до тренерського штабу клубу «Галатасарай».
Наразі останнім місцем тренерської роботи був клуб «Байрампаша», головним тренером команди якого Гюндер Езтюрк був з 2020 по 2021 рік.